# Бончо Карастоянов
Богдан (Бончо) Димитров Карастоянов е български фотограф и кинооператор.

## Биография
Роден е през 1899 година в София в семейството на фотографа Димитър Карастоянов. През 1917 година завършва Робърт колеж в Цариград, а през 1919 година – Школата за запасни офицери в София. През следващите години учи фотохимия в Берлин и художествена фотография в Париж (стажува в реномираното парижко фотоателие „Валери“).
Пръв въвежда цветната фотография в България и е един от първомайсторите на актовата фотография. Придворен фотограф на цар Борис III. Прави цветни снимки на плаки Люмиер ауто хром. От началото на 40-те години работи като кинооператор в „Българска кинематография“, а през 1949 година режисира по свой сценарий филма „Дългият път на цигарата“. През 1953 г. е награден с Димитровска награда, която му се дава за принос в културата и изкуството.
Умира през 1962 година в София.

## Филмография
| Година | Заглавие                  | Бележки                   |
| ------ | ------------------------- | ------------------------- |
| 1943   | „Сватба“                  |                           |
| 1945   | „Ще дойдат нови дни“      |                           |
| 1949   | „Дългият път на цигарата“ | също режисьор и сценарист |
| 1951   | „Утро над родината“       |                           |
| 1952   | „Данка“                   |                           |
| 1952   | „Под игото“               |                           |
| 1954   | „Снаха“                   |                           |
| 1956   | „Следите остават“         |                           |
| 1957   | „Земя“                    |                           |
| 1960   | „Хитър Петър“             |                           |
| 1961   | „Бъди щастлива, Ани!“     |                           |